# Мария Тереза Австрийска (1816 – 1867)
Мария Тереза Изабела фон Хабсбург-Лотарингия (31 юли 1816 – 8 август 1867) е австрийска ерцхерцогиня и кралица на Двете Сицилии (1837 – 1859), втора съпруга на крал Фердинанд II от Двете Сицилии.

## Произход
Мария-Тереза е родена на 31 юли 1816 г. във Виена, Австрийска империя. Тя е най-възрастната дъщеря на ерцхерцог Карл Австрийски (1771 – 1847), херцог на Тешен, и на принцеса Хенриета фон Насау-Вайлбург (1797 – 1829), дъщеря на княз Фридрих Вилхелм фон Насау-Вайлбург.

## Кралица на Двете Сицилии
На 27 септември 1837 Мария Тереза се омъжва в Неапол за Фердинанд II Карл (1810 – 1859), кралят на Двете Сицилии (1830 – 1859). Тя е втората му съпруга и ражда 12 деца:
- Лудовико, граф на Трани (1838 – 1886)
- Алберто, граф на Кастроджовани (1839 – 1844)
- Алфонсо, граф на Касетра (1841 – 1934)
- Мария-Анунциата (1843 – 1871)
- Мария Имаколата Клементина Бурбонска (1844 – 1899)
- Гайтано де Бурбон (1846 – 1871)
- Джузепе, граф на Лучера (1848 – 1851)
- Мария-Пия Бурбонска (1849 – 1882)
- Винченцо, граф на Мелацо (1851 – 1854)
- Паскуале, граф на Бари (1852 – 1904)
- Мария Имаколата Луиза Бурбонска (1855 – 1874)
- Генаро, граф на Калтаджироне (1857 – 1867)

Често описвана като жена с лош вкус на обличане, Мария-Тереза не отговаря на идеала за кралска особа. Кралицата мрази ролята си в дворцовия церемониал и живота в двора като цяло, поради което предпочита уединението в частните си апартаменти, където се занимава предимно с бродерия и възпитанието на децата си. Тя поддържа добри отношения както със съпруга си, така и със заварения си син Франциск, когото нарича свой син. Кралицата обаче не е съвсем безразлична към политиката: тя е близък съветник на съпруга си по политическите въпроси и често го притиска да се отнася по-сериозно към работата си. Тя дори подслушва разговорите по време на аудиенциите при краля, на които тя не може да присъства.
По време на боледуването на Фердинанд II Мария-Тереза полага активни грижи за съпруга си до самия му край.

## Следващи години
След смъртта на Фердинанд Мария-Тереза запазва добрите си отношения с новия крал Франциск, който често се ползва от нейните съвети. Голямото ѝ влияние върху новия крал и авторитарната политика, която тя се опитва да прокарва чрез него, често се сочи като причина за увеличаване на обществените противоречия в кралството, което значително допринася за неговото унищожаване.
За разлика от отношенията ѝ с крал Франциск, тези между Мария-Тереза и новата кралица Мария-София съвсем не са изрядни. Мария-София упорито се опитва да сложи край на влиянието, което бившата кралица оказва върху съпруга ѝ, което става причина между двете жени да се установят хладни и враждебни отношения. В тази ситуация кралят е поставен в изключително неудобно положение, тъй като не смее да вземе страната на нито една от двете жени. Мария-София дори уведомява съпруга си за готвен от Мария-Тереза заговор, целящ да постави биологичния ѝ син на престола, но кралят предпочита да повярва на клетвите във вярност на доведената си майка, отколкото на съпругата си. Кралят започва да се доверява предимно на съпругата си твърде късно – малко преди революцията да сложи край на властта му.
Мария-Тереза е сред първите членове на кралското семейство, които напускат страната след избухването на революцията, когато през 1861 г. тя и цялото ѝ семейство са прокудени в изгнание, след като Кралството на двете Сицилии е анексирано от Кралство Пиемонт и става част от новосформираното Италианско кралство.
Мария-Тереза умира на 8 август 1867 г. в Албано, Италия.